# Panca Mulya (Sungai Bahar)
Panca Mulya is een bestuurslaag in het regentschap Muaro Jambi van de provincie Jambi, Indonesië. Panca Mulya telt 2445 inwoners (volkstelling 2010).